# هاتشباك

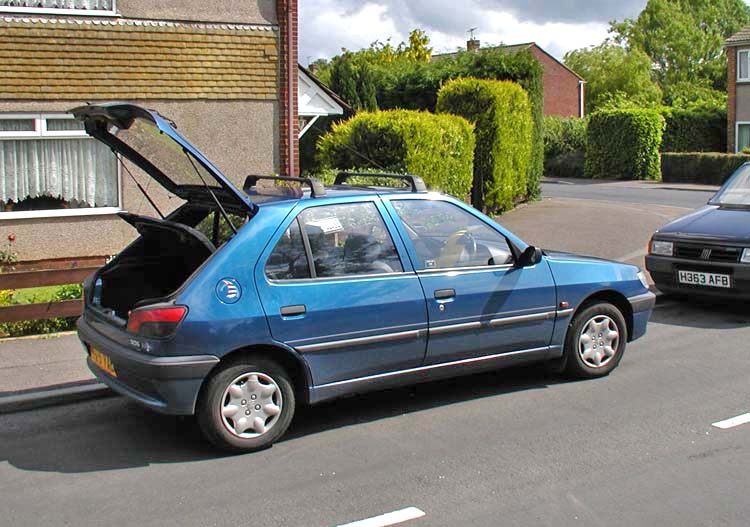
سيارة بيجو 306 على طراز خلفية الباب

خلفية الباب أو (نقحرة: هَاتْشْ بَاكْ، هاتشباك) (بالإنجليزية: Hatchback)‏ هي السيارة التي تدمج بين الركاب والبضائع الموجودة في مؤخرة السيارة وهو أحد الأنماط الشائعة في السيارات والمفضلة بين كثير من الفئات، من أهم مميزات هذا النمط هو سهولة الوصول للبضائع الموجودة في مؤخرة السيارة عن طريق الباب الخلفي الثالث أو الخامس.
يمكن وصف خلفية الباب من الثلاث أبواب (بابين للدخول في مقدمة السيارة وباب خلفي في المؤخرة) أو خمسة (أربع أبواب للدخول وباب خلفي للشنطة في المؤخرة) وتتراوح في حجمها من سيارات المدينة وسوبر ميني باص (الميني فان) إلى السيارات العائلية الصغيرة، وسيارات متوسطة الحجم (على سبيل المثال، خلفية الباب تويوتا كامري (1982-1986)).